# HMS Perseus (R51)
La HMS Perseus (pennant number R51) è stata una portaerei di classe Colossus, sesta nave della Royal Navy a prendere il nome dell'eroe greco Perseo.
Il contratto di costruzione venne assegnato alla Vickers-Armstrongs Limited di Newcastle-upon-Tyne il 14 marzo 1942. L'impostazione della chiglia avvenne il primo gennaio 1943, mentre il varo avvenne il 26 marzo 1944 entrando in servizio il 19 ottobre 1945.
Entrata in servizio durante appena dopo la fine della seconda guerra mondiale, rimase in servizio fino alla fine degli anni 50.

## Storia
La nave fu inizialmente denominata HMS Edgar, ma fu ribattezzata nel luglio 1944 quando l'Ammiragliato decise di convertirla.
La Perseus arrivò a Portsmouth il 24 ottobre 1945, dopo la fine della seconda guerra mondiale, per iniziare a lavorare e salpò il 17 novembre per l'Australia. Arrivò a Sydney il 21 dicembre, giusto in tempo per occuparsi di liquidare l'"Air Train" che aveva supportato la flotta britannica del Pacifico. La nave partì da Melbourne il 26 marzo 1946, trasportando un carico di aerei per tornare nel Regno Unito, e arrivò a Rosyth il 17 maggio dove fu messa in riserva.
Nel 1950, la Perseus fu dotata di una catapulta sperimentale a vapore. La catapulta fu posizionata in cima al ponte di volo esistente della portaerei e la tuga a sinistra dell'isola fu rimossa per ospitarla. Circa 1.560 lanci furono effettuati dalla catapulta, iniziando con oltre 1.000 carichi morti su ruote, di peso gradualmente crescente, e passando a velivoli senza pilota con le ali troncate per ridurre la loro capacità di planare. I test finali furono effettuati da velivoli con equipaggio di ogni tipo pilotati dalla Fleet Air Arm. Dopo questo, la nave arrivò a Philadelphia il 14 gennaio 1952 per dimostrare la catapulta alla Marina degli Stati Uniti. Tra loro, circa 127 lanci di velivoli con equipaggio furono effettuati da britannici e americani. La Perseus tornò a Portsmouth il 21 marzo e fece rimuovere la catapulta. Tutta la sua attrezzatura di manutenzione rimanente fu rimossa e fu convertita per essere utilizzata come portaerei traghetto.
Il 10 dicembre, la nave trasportò i Westland Whirlwinds dell'848° Squadrone a Singapore, arrivando l'8 gennaio 1953. Arrivò di nuovo a Portsmouth l'11 febbraio e poi imbarcò parte dei 100 Grumman Avengers trasferiti alla Royal Navy ai sensi del Mutual Defense Assistance Act a Norfolk, Virginia, il 16 marzo. Arrivò di nuovo a Norfolk per caricare gli aerei rimanenti il 29 aprile. La Perseus fu dotata di posti a sedere temporanei in tribuna ("tribune") a giugno per Very Important Persons e la stampa durante la Coronation Fleet Review di Elisabetta II a Spithead. Più tardi nell'anno fece un viaggio trasportando truppe e equipaggiamento in Estremo Oriente.
Il 20 gennaio 1954, il 706 Squadron, un'unità di seconda linea, volò a bordo per condurre delle prove della versione antisommergibile dell'elicottero Whirlwind. Ebbero abbastanza successo che lo squadrone fu ribattezzato in seguito 845 Squadron e l'HMS Perseus li trasportò a Malta in aprile. La nave continuò a consegnare rifornimenti di soccorso a Singapore destinati alla Corea e fu nuovamente ridotta alla riserva al suo ritorno il 12 luglio. L'Ammiragliato intendeva convertirla in una nave appoggio sottomarini e fu rimorchiata a Belfast per iniziare i lavori nel 1955. I tagli del Libro bianco sulla difesa del 1957 causarono l'annullamento della conversione e la nave fu rimorchiata a Gare Loch per attendere una decisione sulla disposizione della nave. Il Perseus fu venduto nel maggio del 1958 e rimorchiato a Port Glasgow per iniziare la demolizione.